# Liste der Kulturdenkmäler in Barbelroth
In der Liste der Kulturdenkmäler in Barbelroth sind alle Kulturdenkmäler der rheinland-pfälzischen Ortsgemeinde Barbelroth aufgeführt. Grundlage ist die Denkmalliste des Landes Rheinland-Pfalz (Stand: 14. August 2023).

## Einzeldenkmäler
| Bezeichnung                 | Lage                                          | Baujahr                                       | Beschreibung | Bild                           |
| --------------------------- | --------------------------------------------- | --------------------------------------------- | --- | ------------------------------ |
| Protestantisches Pfarrhaus  | Friedensstraße 7 Lage                         | erste Hälfte des 18. Jahrhunderts             | barocker Fachwerkbau, teilweise massiv, erste Hälfte des 18. Jahrhunderts, Klinker-Nebengebäude, um 1900                                                         | Fotos hochladen                |
| Hofanlage                   | Hauptstraße 1 Lage                            | 18. Jahrhundert                               | Dreiseithof, 18. Jahrhundert; eingeschossiges barockes Fachwerkhaus, teilweise massive Ersetzung im 19. Jahrhundert                                              | Fotos hochladen                |
| Hofanlage                   | Hauptstraße 6 Lage                            | Ende des 18. oder Anfang des 19. Jahrhunderts | Dreiseithof, Ende des 18. oder Anfang des 19. Jahrhunderts; Fachwerkhaus, Krüppelwalmdach-Scheune                                                                | Fotos hochladen                |
| Torbogen                    | Hauptstraße, an Nr. 10 Lage                   | 1786                                          | Torbogen, barock, bezeichnet 1786 | Fotos hochladen                |
| Hofanlage                   | Hauptstraße 20 Lage                           | 1781                                          | Hakenhof; spätbarockes Fachwerkhaus, 1781, Torbogen mit Nebenpforte bezeichnet 1742, Scheune Mitte des 19. Jahrhunderts                                          | Fotos hochladen                |
| Hofanlage                   | Hauptstraße 21 Lage                           | 17. Jahrhundert                               | ehemalige Bäckerei; barocke Hofanlage; Fachwerkhaus mit Krüppel- und Fußwalmdach, im Kern wohl aus dem 17. Jahrhundert; Torbogen mit Nebenpforte bezeichnet 1737 | Fotos hochladen                |
| Wohnhaus                    | Hauptstraße 24 Lage                           | Anfang des 18. Jahrhunderts                   | barockes Fachwerkwohnhaus, wohl vom Anfang des 18. Jahrhunderts                                                                                                  | Fotos hochladen                |
| Protestantische Pfarrkirche | Kirchstraße 5 Lage                            |                                               | Turm-Untergeschosse frühgotisch, Rechtecktchor 1581, barockes Langhaus 1747                                                                                      | weitere Bilder Fotos hochladen |
| Grabmäler                   | nordwestlich des Ortes, auf dem Friedhof Lage | ab 1887                                       | Grabmal Familie Kopf, skulptierte neugotische Stele, um 1887; Grabmal Familie Carl Cajar, galvanoplastische Christusfigur, um 1912                               | Fotos hochladen                |